# Stimmhafter lateraler alveolarer Approximant
Der stimmhafte laterale alveolare Approximant (ein stimmhafter, lateraler, an den Alveolen gebildeter Approximant) hat in verschiedenen Sprachen folgende lautliche und orthographische Realisierungen:
- Deutsch [⁠l⁠]: L, l
- Englisch [l, ɫ]: L, l
- Französisch [⁠l⁠]: L, l
- Italienisch [⁠l⁠]: L, l
- Russisch [⁠ɫ⁠]: Л, л
- Spanisch [⁠l⁠]: L, l